# Hannoversche Fahnenfabrik

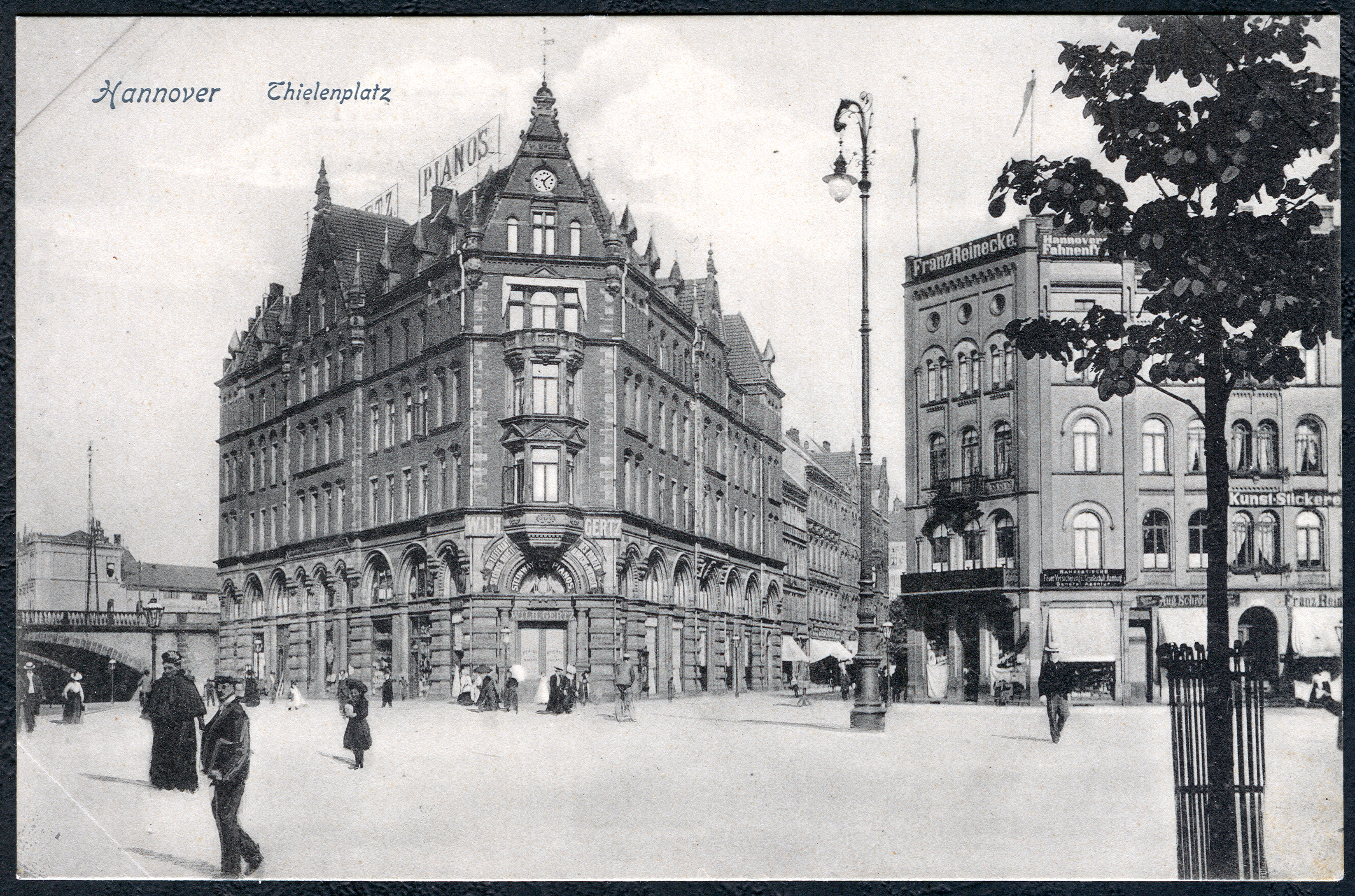
Die Fahnenfabrik (rechts) am Thielenplatz, etwa in der Bildmitte die Pianofabrik des Violin-Virtuosen Wilhelm Gertz, in der Lavesstraße das Overlachsche Haus und ganz links ein Gebäude des Vergnügungsetablissements Tivoli;
Ansichtskarte Nr. 101 von Georg Kugelmann

Die Hannoversche Fahnenfabrik war eine Fabrik zur Produktion von Fahnen. Das Familienunternehmen erst in Hannover, später in Mellendorf beschäftigte zeitweilig mehr als 300 Mitarbeiter.

## Geschichte

### Kaiserzeit bis 1945
Das Unternehmen wurde während der Gründerzeit 1876 im Deutschen Kaiserreich eröffnet, am Georgsplatz in Hannover als „Franz Reinecke's Kunstwerkstätten für Fahnen, Paramente u. Tapisserie“. Das Geschäft zog mehrmals um, darunter an den Thielenplatz, an dem gemalte oder auch gestickte Fahnen sowie Theater-Dekorationen angefertigt wurden.
Bereits in den ersten Jahren produzierte die Firma umfangreiche Lieferungen von Fahnen, Flaggen, Bannern und textile Dekorationen für Großereignisse, anfangs vor allem in Hannover. So etwa
- 1879 zur Eröffnung der Technischen Hochschule[1] (heute: Universität Hannover im Welfenschloss)[3]
- 1883 zur „Lutherfeier“, dem 400-jährigen Geburtstag von Martin Luther[1]
- oder ab 1889 beispielsweise zu den Kaiserbesuchen in Hannover.[1]

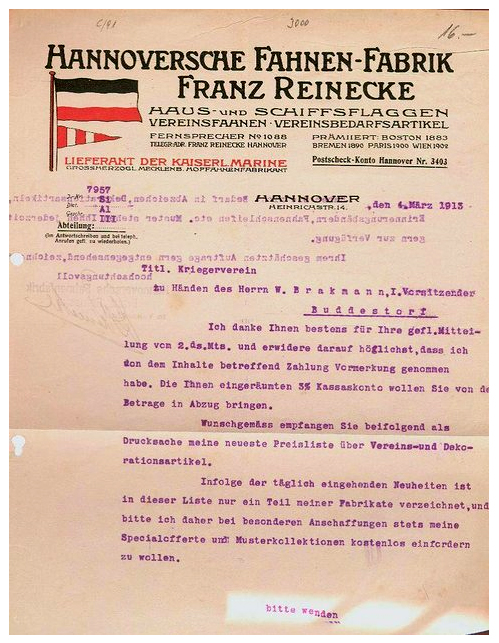
Um 1914: Vordruck der Firma in der Heinrichstraße 14 in Hannover

1896 errichtete Franz Reinecke ein eigenes Fabrikgebäude mit Kontorhaus unter der Adresse Heinrichstraße 14, wo bald rund 300 Mitarbeiter tätig waren etwa in der Färberei, der Bleicherei oder der Flaggen-Druckerei: Franz Reinecke entwickelte den noch Ende des 20. Jahrhunderts gebräuchlichen Begriff des „Chemischen Dampfdruckverfahrens für Flaggen“.
Ab 1897 belieferte die Firma auch die Kaiserliche Marine. Nach Erscheinen von Reineckes „Flaggen-Handbuch“ in den Jahren 1901 und 1903 wurde der Firmengründer Sachverständiger im Reichsmarineamt für die exakte Ausführung von Flaggen sämtlicher Länder.
Inzwischen hatte das Unternehmen bereits zahlreiche Preise gewonnen, etwa:
- 1883 eine Goldene Medaille auf der Weltausstellung in Boston[2]
- 1890 den Ersten Preis für Kunst und Industrie in Bremen[2]
- 1900 eine Goldmedaille auf der Weltausstellung Paris 1900[2]
- 1902 Auszeichnungen auf der Fischereiausstellung in Wien[2]

Darüber hinaus wurde dem Unternehmen der Titel des Hoflieferanten durch den Großherzog von Mecklenburg verliehen, doch die Firma lieferte auch Kaiser- und Königsstandarten und lieferte Fahnen für Fürstenhäuser im In- und Ausland.
1910 richtete die Firma ein eigenes Verkaufsbüro in London ein und verkaufte Tausende von Fahnen für die Krönungs-Feierlichkeiten von König Georg V. von Großbritannien und Irland.
1925 übernahm der Sohn des Firmengründers, Otto A. Reinecke, das Unternehmen und führte das textile Filmdruckverfahren ein. Er verlegte die Firma Anfang der 1930er Jahre schließlich an ihren letzten Standort nach Mellendorf bei Hannover, wo das Unternehmen einen weiteren Aufschwung nahm. Nach dem Tode von Otto A. Reinecke übernahm dessen Ehefrau Franziska die Firma und leitete sie durch die Zeit des Nationalsozialismus. Ebenso wie bei den Luftangriffen auf Hannover im Zweiten Weltkrieg erlitten auch die Firmengebäude in Mellendorf ihre Zerstörungen – nach 1945 lag das Unternehmen für mehrere Jahre still.

### Wiederaufbau und Spezialisierung
In den 1950er Jahren heiratete die Enkelin des Firmengründers, Sigrid Reinecke, ihren Ehemann, Friedrich Freiherr von Schuckmann. Da während des Wiederaufbaus in den 1950er Jahren der Bedarf für Flaggen durch Wirtschaft und Handelsschifffahrt wieder angewachsen war, leitete das Paar, später auch mit ihrem Sohn Joachim Freiherr von Schuckmann, die „Hannoversche Fahnenfabrik, vorm. Franz Reinecke“ in eine neue Ära. In ihrer „Farbküche“ und gemeinsam mit in- und ausländischen Farbenherstellern entwickelte das Unternehmen nun Textilien aus synthetischen Fasern, bis erste Fahnen aus Perlon durch ihre Haltbarkeit und Farbechtheit überzeugten und bald unter dem Markennamen „NAUTEX“ geschützt und international in Fachkreisen zum festen Begriff wurden.
Die erste Flagge Niedersachsens, die das neu gegründete Land Niedersachsen auf dem Niedersächsischen Landtag gehisst, war aus Perlonmaterial der Hannoverschen Fahnenfabrik. 1954 bestellte die Hamburg-Amerikanische Packetfahrt-Actien-Gesellschaft HAPAG ihre ersten Reedereiflaggen aus Mellendorf. Auch Werbespannbänder für Flugzeuge wurden ausgeliefert, später zudem bedrucktes und weiterverarbeitetes Polyester-Fahnentuch. Weitere Abnehmer waren etwa die Hannover Messe, aber auch zahlreiche Schützenvereine, die ihre Fahnen beim größten Ausmarsch Europas zum Schützenfest Hannover schwenkten. Bei Sportveranstaltungen wie etwa Auto- und Motorradrennen kamen die Start- und Zielbänder ebenso aus der Mellendorfer Produktion wie zahlreiche Städte- und Gemeindefahnen.
Charakteristisch für das renommierte Unternehmen war seine durchgängig starke handwerkliche Ausrichtung. Hunderte von Lehrlingen hatte die Firma ausgebildet, mancher blieb in dem „Graphischen Atelier“ als festangestellter Zeichner, Kolorist oder Drucker, Frauen der damaligen Zeit eher als Stickerinnen oder Näherinnen.
Ein Spezialgebiet der Firma war die Konservierung oder Restaurierung von historischen Fahnen zum Beispiel in Museen. Mancher Verein ließ seine alten Fahnen nach den Auftragsbüchern aus der Zeit der Wende zum 20. Jahrhundert rekonstruieren.
Dennoch überlebte die überwiegend handwerklich spezialisierte und mit ihren zahlreichen Angestellten lohnintensiv geprägte Hannoversche Fahnenfabrik die neuere Globalisierung nur knapp bis über die Jahrtausendwende. Das Unternehmen konnte dem Preisdruck von „Billigimporten aus Südostasien schließlich nicht mehr standhalten“ – Ende 2008 schloss das Unternehmen.

## Schriften
- Franz Reinecke: Taschen-Signalbuch, Flaggendruckerei Hannoversche Fahnenfabrik F. Reinecke, Hannover, 1901; Vorschau über Google-Bücher